# 1828年の相撲
1828年の相撲（1828ねんのすもう）は、1828年の相撲関係のできごとについて述べる。

## できごと
阿武松緑之助・稲妻雷五郎が相次ぎ横綱免許を認められ、小野川喜三郎引退以来およそ30年ぶりに横綱の称号が復活した。

## 興行
- 3月場所（江戸相撲）[1]
  - 興行場所:本所回向院
  - 4月16日（旧3月3日）より晴天10日間興行
- 6月場所（大坂相撲）[2]
  - 興行場所:難波新地
- 7月場所（京都相撲）[2]
  - 興行場所:二条川東
  - 晴天10日間興行
- 10月場所（江戸相撲）[3]
  - 興行場所:本所回向院
  - 11月30日（旧10月24日）より晴天10日間興行